# Departamentul Illéla
Departamentul Illéla este un departament din  regiunea Tahoua, Niger, cu o populație de 263.832 locuitori (2001).